# Knut Brynildsen
Knut Brynildsen (23 luglio 1917 – 15 gennaio 1986) è stato un calciatore norvegese, di ruolo attaccante.

## Carriera

### Club
Brynildsen fu un attaccante del Fredrikstad, con cui vinse molti trofei.

### Nazionale
Brynildsen giocò 18 partite per la Norvegia, segnando 10 reti. Partecipò anche al campionato del mondo 1938. Debuttò in Nazionale il 3 novembre 1935, giocando da titolare nella sconfitta per due a zero contro la Svizzera. Durante il campionato mondiale di calcio 1938, nella partita contro l'Italia, verso la fine dei tempi regolamentari Brynildsen si presentò solo davanti al portiere italiano Aldo Olivieri e fece un gran tiro, che Olivieri riuscì a deviare con le dita. La palla toccò l'incrocio dei pali e finì in calcio d'angolo. La parata fu così buona che il norvegese si avvicinò al portiere e gli strinse la mano. Il 4 settembre 1938 arrivò il primo gol, nella vittoria 2-1 sulla Svezia.

## Palmarès

### Giocatore

#### Club

##### Competizioni nazionali
- Coppa di Norvegia: 4

Fredrikstad: 1935, 1936, 1938, 1940
- Campionato norvegese: 3

Fredrikstad: 1938, 1939, 1949